# Nora Cárpena
Nora Haydée Cárpena (Quilmes, provincia de Buenos Aires; 23 de enero de 1945) es una primera actriz argentina de cine, teatro y televisión, conocida especialmente por sus papeles en telenovelas.

## Biografía
Hija del actor y director Homero Cárpena y de la actriz Haydée Larroca, y hermana de Claudia. Su padre había tenido una hija, Elba Cárpena (f. 2007), de un matrimonio anterior.
Nora asistió al colegio San José, ubicado en la localidad de Quilmes, en la provincia de Buenos Aires.
En principios de los años 1960 se destacó en teleteatros en Canal 13, varios títulos del Teatro Palmolive del aire: Tu triste mentira de amor, Ese que siempre está solo, Vos y yo... toda la vida (primera versión). Unos años después en telenovelas como El hombre que me negaron, Cuando vuelvas a mí y Me llaman Julián, te quiero junto a Juan Carlos Dual y Silvia Montanari y libros de Alberto Migré.
En 1967. tuvo éxito teatral en Mar del Plata con "Los dias Felices "de Andre Puget junto a Fernanda Mistral, Guillermo Bredeston y Jorge Barreiro. 
Ya en la década de 1970 participó en la segunda temporada de Rolando Rivas, taxista (1973), donde personificaba a Natalia, la mamá de Marcelo Marcote, cuyo personaje haría que se encontrara ella y el protagonista de la tira para comenzar una nueva historia de amor.
En 1976 protagonizó junto a Arnaldo André Los que estamos solos, también con libro de Alberto Migré.
Casada con el actor Guillermo Bredeston, tuvo dos hijas, una de las cuales (Lorena Bredeston) siguió los pasos de la familia. Junto a su esposo Guillermo realizaría un recordado ciclo de comedias de televisión, quedando en la memoria de muchos su personaje de Paloma Suárez.
Incursionó nuevamente en el drama, con la telenovela No va más... la vida nos separa creación de Alberto Migré, donde volvió a compartir cartel con Juan Carlos Dual como en sus comienzos, y viviendo la historia de un matrimonio feliz, que debido a la infidelidad del esposo con la mejor amiga de ella, se vio resquebrajado y que muchos años después intentarían recuperar.
La novela fue un éxito, se dio de manera semanal durante 1988 y contó, entre los actores secundarios, con María Elena Sagrera, Claudia Cárpena, Noemí Alan, Gustavo Bermúdez, Gabriel Corrado, entre otros.
En los años 1990, Cárpena se destacó en el éxito de Brujas en teatro, junto a Thelma Biral, Moria Casán, Graciela Dufau y Susana Campos.
En 1991 protagonizó por Canal 7 la telenovela Buenos Aires, háblame de amor, compartiendo cartel con Ricardo Darín y marcando un estilo en historias de amor prohibido.
Dos ciclos más para Canal 9: en 1993 Con pecado concebidas y en 1994: Tres minas fieles.
Participó del ciclo Alta comedia en Canal 9 (Buenos Aires), un ciclo de unitarios, en títulos como: Esa vieja nostalgia de Alma Bressán y Jorge Luis Suárez, Lejos de mamá de Alma Bressán y Jorge Luis Suárez, esta última dirigida por María Herminia Avellaneda.
En 2005 retornó a la televisión con la novela Sálvame María junto a Andrea del Boca, y en 2004 en el éxito de canal 13 Padre Coraje donde compuso el papel de la madre de las hermanas Guerrico.
Durante 2006 participó en la telenovela El refugio producida por DoriMedia.
Ese mismo año realizó una participación especial en la telenovela Montecristo (Telefe), la cual la hizo acreedora por primera vez en su carrera del premio Martín Fierro por "Participación especial en ficción". En dicha novela, compartió cartel con Pablo Echarri, Paola Krum, Viviana Saccone, Óscar Ferreyro, entre otros.
En 2007 realizó la gira de teatro de Flores de acero y en 2009 actuó en la telenovela Herencia de amor.
En 2013 formó parte del elenco de la telenovela Esa mujer, protagonizada por la actriz Andrea del Boca y Segundo Cernadas en la TV Pública Digital y en 2014 interpretó a Beatriz en la telenovela de Telefé Somos familia. Desde 2014 hasta actualmente está haciendo Mujeres de ceniza junto a Mercedes Carreras, Adriana Salgueiro y Zulma Faiad.
En 2017, participó en la telenovela: Love Divina.

## Filmografía

### Ficciones
| Año       | Título                                      | Personaje                              |
| --------- | ------------------------------------------- | -------------------------------------- |
| 1964      | Teleteatro Palmolive                        | Varios personajes                      |
| 1964      | Tu triste historia de amor                  | Antonia                                |
| 1964      | Vos y yo, toda la vida                      | Consuelo                               |
| 1965      | Por tu fortuna                              | Lucero                                 |
| 1966      | La novia del domingo                        | Jordana                                |
| 1967      | El rostro del diablo                        | Perla Robledo                          |
| 1968      | Mi pequeña Mónica                           | Ana Leyes                              |
| 1969      | Cuando vuelvas a mí                         | María Elena "Lena"                     |
| 1970      | Teleatro de Alberto Migré                   | Varios personajes                      |
| 1970      | El hombre que me negaron                    | Luisa Almeida                          |
| 1970      | Corazón Salvaje                             | Rosa Sánchez                           |
| 1971      | Cuatro hombres para Eva                     | Mirta                                  |
| 1971      | Locos de verano                             | Sofía                                  |
| 1972      | ¿Dónde estás, papá?                         | Carolina                               |
| 1972      | Rolando Rivas, taxista                      | Natalia Riglos Arana                   |
| 1973      | El hogar que yo robé                        | Gema Cifuentes                         |
| 1974      | Paulina y Gaviota                           | Isabel / Marta                         |
| 1975      | Teatro como en el teatro                    | Varios personajes                      |
| 1976      | Los que estamos solos                       | Jimena Ledesma                         |
| 1977      | Para todos                                  | Karina                                 |
| 1978      | El combate                                  | Elisa                                  |
| 1978      | Amor opuesto                                | Fabiola Méndez                         |
| 1979      | Habitación 14                               | Mujer de negro                         |
| 1981-1983 | Ciclo de Guillermo Bredeston y Nora Carpena | Varios personajes                      |
| 1984      | Paloma hay una sola                         | Paloma Gaitano                         |
| 1985      | Noches de luna                              | Laura Grajero de Santamaría            |
| 1986      | Frente al sol                               | Noemí Serratos vda de Méndez           |
| 1987      | Cuatro Princesas                            | Gabriela Sarmiento                     |
| 1988      | Me llamo Julián                             | Nora                                   |
| 1988      | No va más, la vida nos separa               | Marina Vázquez                         |
| 1989      | Venganza apasionada                         | Florencia Jiménez                      |
| 1991      | Buenos Aires, háblame de amor               | Cecilia Dalton                         |
| 1991      | La Paloma                                   | Teresa Montenegro de López             |
| 1992      | De cuerpo y alma                            | Guadalupe Mendoza                      |
| 1993      | Con pecado concebidas                       | Sor Inés                               |
| 1994      | Tres minas fieles                           | Laura                                  |
| 1995-1996 | Alta comedia                                | Varios personajes                      |
| 1997      | Ciudad Prohibida                            | Alejandra Ortigoza                     |
| 1999      | Mi ex                                       | Susana                                 |
| 2000      | Los médicos de hoy                          | Miranda / Nora                         |
| 2004      | Padre Coraje                                | Elisa Barraza de Guerrico              |
| 2005      | Sálvame María                               | Laureana                               |
| 2006      | El refugio                                  | Máxima Linares Pacheco                 |
| 2006      | Montecristo                                 | Mercedes Cortés                        |
| 2009-2010 | Herencia de amor                            | Mercedes Otamendi                      |
| 2011      | Decisiones de vida                          | Marcela "Ep: Alta costura: Ley Piazza" |
| 2013      | Esa mujer                                   | Victoria Acevedo                       |
| 2014      | Somos familia                               | Beatriz Blasco                         |
| 2017      | Love Divina                                 | Irene Ferreyra                         |
| 2017      | El maestro                                  | Inmaculada                             |
| 2020      | Dédalo                                      | Elvira                                 |
| 2021-2022 | La 1-5/18                                   | Mercedes Arias vda. de Martínez        |
| 2023      | Planners                                    | Paulina                                |
| 2023      | Familia de diván                            | La Bobe                                |
| 2025-2026 | Bethania, sonrisa eterna                    | Aurora Zylberberg Hudson               |

### Programas de TV
| Año       | Título                      | Rol          | Notas         |
| --------- | --------------------------- | ------------ | ------------- |
| 2018-2020 | Incorrectas                 | Panelista    |               |
| 2021      | Corte y confección: Famosos | Participante | 1.ª Eliminada |

### Cine
| Año  | Título                                  | Personaje                | Notas                    |
| ---- | --------------------------------------- | ------------------------ | ------------------------ |
| 1953 | Stella Maris                            | Lola                     |                          |
| 1963 | El despertar del sexo                   | Amelia                   |                          |
| 1964 | Bettina                                 | Lucía                    |                          |
| 1964 | Ese que siempre esta solo               | Norma                    | Película para televisión |
| 1965 | Un italiano en la Argentina             | Lidia                    |                          |
| 1965 | Fiebre de primavera                     | Dalia                    |                          |
| 1966 | El galleguito de la cara sucia          | Laura Videla Osorio      |                          |
| 1967 | Desesperadamente vivir                  | Patricia                 |                          |
| 1969 | Los muchachos de antes no usaban gomina | Laura Otamendi           |                          |
| 1981 | Fiesta de aniversario                   | Mercedes                 | Película para televisión |
| 2013 | Corazón de León                         | Adriana                  |                          |
| 2015 | Mañana será todavía...                  | Deolinda                 |                          |
| 2018 | La cabeza del gallo                     | Margarita                |                          |
| 2025 | Contigo... no seremos una tormenta      | Ernestina Brandy Vázquez |                          |

## Teatro
- 1967: Los dias felices con Guillermo Bredeston, Fernanda Mistral, Jorge Barreiro, Cristina del Valle y Norberto Suárez.
- 1977-1978: Ensalada de ternura y tomate con la "Compañia de comedias Guillermo Bredeston-Nora Carpena".
- 1978 "Una rosa para el desayuno"
- 1979 "Se vende desocupada"
- 1991-1997, 2000-2001, 2010-2011, 2021-actualidad: Brujas con Moria Casán, Thelma Biral, Graciela Dufau y Susana Campos. En 2010-2011 Leonor Bendetto en lugar de Campos. Desde 2021 María Leal y Sandra Mihanovich en lugar de Campos y Dufau

## Premios y nominaciones
| Año  | Premio               | Categoría                         | Programa     | Resultado |
| ---- | -------------------- | --------------------------------- | ------------ | --------- |
| 2004 | Premio Martín Fierro | Actriz protagonista de novela     | Padre coraje | Nominada  |
| 2006 | Premio Martín Fierro | Participación especial en ficción | Montecristo  | Ganadora  |